# Consolacion (Cebu)
Consolacion è una municipalità di seconda classe delle Filippine, situata nella Provincia di Cebu, nella Regione del Visayas Centrale.
La municipalità fa parte dell'Area metropolitana di Cebu.
Consolacion è formata da 21 baranggay:
- Cabangahan
- Cansaga
- Casili
- Danglag
- Garing
- Jugan
- Lamac
- Lanipga
- Nangka
- Panas
- Panoypoy
- Pitogo
- Poblacion Occidental
- Poblacion Oriental
- Polog
- Pulpogan
- Sacsac
- Tayud
- Tilhaong
- Tolotolo
- Tugbongan